# Cymodoce spinosa
Cymodoce spinosa là một loài chân đều trong họ Sphaeromatidae. Loài này được Risso miêu tả khoa học năm 1816.